# ヴェスト・アグデル県

ヴェスト・アグデル県
Vest-Agder fylke
（廃止）

ヴェスト・アグデル県（Vest-Agder [ˈvɛst ˈɑɡdər] ( 音声ファイル)） は、かつて存在したノルウェーの県。ローガラン県を西に、アウスト・アグデル県を東に置く。人口は2002年調べで157,851人、ノルウェーの全人口のおよそ3.4%に当たる。面積は7,281 km²、県庁所在地はクリスチャンサン。
ノルウェーの南西部に位置しており、北海に面する。スカゲラク海峡からステザレン（Setesdalen）の南縁にかけて広がっており、Setesdalsheiene（ステザルシェイエネ？）山脈に囲まれている。国土で最南端の地を含む県でありマーンダル南部の島が最南端であり、本土でもリンデスネスが最南端。とても起伏の激しい県である。
2020年1月1日、アウスト・アグデル県と合併しアグデル県となった。

## 名称・県章
1662年にリスター県とマーンダル県とが合併し、リスター・オグ・マーンダル県（Lister og Mandal amt）となった。以後、1919年にヴェスト・アグデル県となり現在に至る。
アグデル地方の西部であり、ヴェストは西を意味する。直訳すると西アグデル県（Vest-Agder）となる。また、この県の東にはアウスト・アグデル県（アウストは東）が存在する。
県の盾章は1958年に定められたオークの木を描いたもの。

## 特色
海岸線にクリスチャンサン、マーンダル、フレッケフィヨール、ファールサンなどの都市があり多くの人口が沿岸に住んでいる。31のフィヨルドがあり、地形を使った海運、貿易業あるいは娯楽産業が主な産業となっている。
メキシコ湾流がこの県の沿岸にぶつかっておりその様子からノルウェーのリビエラと呼ばれる。北部はほとんどが山であり、中央部の高原では牛や羊の放し飼いなどが行われる。

## 下位行政区
ヴェスト・アグデル県には15の下位行政区（基礎自治体）が存在した。
- Åseral
- Audnedal
- ファールサン（Farsund）
- フレッケフィヨール（Flekkefjord）
- Hægebostad
- クリスチャンサン（Kristiansand）
- Kvinesdal
- リンデスネス（Lindesnes）
- Lyngdal
- マーンダル（Mandal）
- Marnardal
- Sirdal
- ソグネ（Søgne）
- Songdalen
- Vennesla

このうちSongdalen、ソグネ、マンダール、マルナルダール、Audnedalの5つの自治体は2020年にアグデル県となった際に廃止された。それ以外の10つの自治体は続投している。